# Simon Lack
Simon Lack (* 28. Oktober 1805 in Kappel; † 9. September 1872 in Solothurn) war ein Schweizer Politiker und Richter. Von 1849 bis 1853 gehörte er dem Ständerat an, von 1854 bis 1857 dem Nationalrat.

## Biografie
Der Sohn eines Landwirts und Salzverwalters studierte Recht an den Universitäten Paris und Freiburg im Breisgau. Ab 1833 war Lack in Solothurn als Rechtsanwalt tätig. Von 1833 bis 1838 amtierte er dort auch als Kriminalrichter. Anschliessend war er Gerichtspräsident der Amtei Solothurn-Lebern. In dieser Funktion ordnete er 1841 auf Anweisung von Josef Munzinger die Inhaftierung der katholisch-konservativen Anführer an. Daraufhin übte er bis 1853 dasselbe Amt in der Amtei Bucheggberg-Kriegstetten aus. Neben seiner gerichtlichen Tätigkeit war er auch Direktor der Von-Roll-Eisenwerke.
Lack wurde 1831 in den Kantonsrat gewählt. 1834 vertrat er den Kanton Solothurn als Gesandter an die Tagsatzung, von 1849 bis 1853 als Ständerat. Im Jahr 1853 folgte die Wahl in den Solothurner Regierungsrat. Im Juni 1854 kandidierte er mit Erfolg bei einer Nachwahl um den frei gewordenen Nationalratssitz des verstorbenen Niklaus Pfluger. Unter den Solothurner Freisinnigen gehörte Lack zu den Führungspersönlichkeiten der altliberalen «Grauen», die in Opposition zu den radikalliberalen «Roten» um Wilhelm Vigier standen. Von diesen wurde Lack 1856 aus dem Kantonsrat und aus dem Regierungsrat gedrängt (1857 verzichtete er auf eine weitere Nationalratskandidatur). Anschliessend war er fünf Jahre lang Staatsschreiber, 1861 gründete er zusammen mit Bernhard Hammer ein Finanzunternehmen.